# 백승민 (2003년)
백승민(白承民, 2003년 4월 15일 ~ )은 대한민국의 축구 선수로 포지션은 골키퍼이며 현재 K리그1 수원 FC 소속이다.